# Малдра (Кентуккі)
Малдра (англ. Muldraugh) — місто (англ. city) в США, в округах Мід і Гардін штату Кентуккі. Населення — 1040 осіб (2020).

## Географія
Малдра розташована за координатами 37°56′9″ пн. ш. 85°59′31″ зх. д. / 37.93583° пн. ш. 85.99194° зх. д. (37.935748, -85.992029).  За даними Бюро перепису населення США в 2010 році місто мало площу 1,44 км², з яких 1,44 км² — суходіл та 0,00 км² — водойми. В 2017 році площа становила 1,36 км², з яких 1,35 км² — суходіл та 0,00 км² — водойми.

## Демографія
Згідно з переписом 2010 року, у місті мешкало 947 осіб у 416 домогосподарствах у складі 221 родини. Густота населення становила 656 осіб/км².  Було 539 помешкань (374/км²).
Расовий склад населення:
| - 85,5 % — білих - 7,0 % — чорних або афроамериканців - 0,5 % — корінних американців - 0,5 % — азіатів - 0,3 % — вихідців з тихоокеанських островів - 1,3 % — осіб інших рас |

До двох чи більше рас належало 4,9 %. Частка іспаномовних становила 2,9 % від усіх жителів.
За віковим діапазоном населення розподілялося таким чином: 22,8 % — особи молодші 18 років, 70,0 % — особи у віці 18—64 років, 7,2 % — особи у віці 65 років та старші. Медіана віку мешканця становила 32,4 року. На 100 осіб жіночої статі у місті припадало 105,9 чоловіків;  на 100 жінок у віці від 18 років та старших — 108,9 чоловіків також старших 18 років.
Середній дохід на одне домашнє господарство  становив 33 481 долар США (медіана — 23 889), а середній дохід на одну сім'ю — 37 238 доларів (медіана — 32 961). За межею бідності перебувало 38,6 % осіб, у тому числі 58,9 % дітей у віці до 18 років та 11,0 % осіб у віці 65 років та старших.
Цивільне працевлаштоване населення становило 313 особи. Основні галузі зайнятості: мистецтво, розваги та відпочинок — 22,7 %, освіта, охорона здоров'я та соціальна допомога — 19,5 %, роздрібна торгівля — 10,5 %, виробництво — 9,6 %.

## У популярній культурі
Події відеогри в жанрі виживання Project Zomboid розгортаються у 1990-х роках в агломерації Луїсвілла, де є Луїсвілл, та навколишні містечка Вест-Пойнт і Малдра, а також кілька вигаданих населених пунктів.